# 藤堂志津子
藤堂 志津子（とうどう しづこ、1949年3月14日 - ）は、日本の小説家、エッセイスト。中編小説「熟れてゆく夏」で第100回直木賞受賞。本名は熊谷 政江。札幌市在住の作家として知られる。

## 経歴・人物
1949年（昭和24年）3月14日、北海道札幌市に生まれる。北海道札幌北高等学校を経て、藤女子短期大学国文科に入学。1967年、同人詩誌『にじゅうえん詩集』の創刊に参加、1968年には19歳で第一詩集『砂の憧憬』を刊行する（熊谷政江名義）。1969年、藤女子短期大学卒業。1974年、第二詩集『六月にひとり逝き七月溺愛八月水死』（熊谷名義）を創映出版より公刊して注目される。そのころから詩から小説に転じ、同人誌『莞爾』『マロオス』などに作品を発表。
1978年（昭和53年）、29歳のとき『北方文芸』3月号に発表した小説「鳥、とんだ」（熊谷政江名義）が第12回北海道新聞文学賞候補作となり、『北海道新鋭小説集 1978』（北海道新聞社、1978年）に採録される。翌1979年には、「熟れてゆく夏」（熊谷名義）で第11回新潮新人賞候補、雑誌『すばる』5月号に発表した「三月の兎」が第13回北海道新聞文学賞候補に挙がる。1983年、「椅子の上の猫」（熊谷名義）で『月刊クォリティ』主催の第7回北海道文学賞を受賞。
1987年（昭和62年）、38歳のとき、札幌市の広告代理店パブリックセンター在籍中に高校時代の恩師・川辺為三の督促で「マドンナのごとく」（熊谷政江名義）を『北方文芸』4月号に発表し、第21回北海道新聞文学賞を受賞。翌1988年、筆名を藤堂志津子として講談社から単行本化された『マドンナのごとく』が第99回直木三十五賞候補作に挙がる。同年、文藝春秋から刊行した単行本『熟れてゆく夏』（藤堂名義）の表題作「熟れてゆく夏」で第100回直木三十五賞を受賞。以後、女性の心の内部を突く恋愛小説を多く発表、エッセイストとしても活躍している。
1989年、「北海道栄誉をたたえて」賞を受賞。1990年、第19回札幌市民芸術賞を受賞。2001年、第8回島清恋愛文学賞を『ソング・オブ・サンデー』で受賞。2003年、第16回柴田錬三郎賞を『秋の猫』で受賞。

## 著作リスト

### 詩集
- 『砂の憧憬』（熊谷政江名義）私家版 1968
- 『六月にひとり逝き七月溺愛八月水死』（熊谷政江名義） 創映出版 1974[25]

### 小説（単行本：藤堂志津子名義）
- 『マドンナのごとく』講談社 1988 （のち講談社文庫、新風舎文庫） ※第21回北海道新聞文学賞受賞作
- 『熟れてゆく夏』文藝春秋 1988 （のち文春文庫） ※第100回直木賞受賞作
- 『あの日、あなたは』講談社 1989 （のち講談社文庫、文春文庫）
- 『恋人よ』文藝春秋 1989 （のち文春文庫、講談社文庫）
- 『きららの指輪たち』講談社 1990 （のち講談社文庫）
- 『かそけき音の』集英社 1990 （のち集英社文庫、文春文庫）
- 『さりげなく、私』講談社 1990 （のち講談社文庫、幻冬舎文庫）
- 『ジョーカー』角川書店 1990 （のち角川文庫、講談社文庫）
- 『さようなら、婚約者』中央公論社 1991 （のち中公文庫、講談社文庫）
- 『あなたがいて、そして私』文藝春秋 1991 （のち文春文庫）
- 『蛍姫』講談社 1991 （のち講談社文庫 -解説:川西政明-、幻冬舎文庫）
- 『女と男の肩書』文藝春秋 1991 （のち文春文庫）
- 『されど、かすみ草』実業之日本社 1992 （のち新潮文庫）
- 『プワゾン』講談社 1992 （のち講談社文庫）
- 『白い屋根の家』中央公論社 1992 （のち中公文庫、講談社文庫）
- 『われら冷たき闇に』中央公論社 1993 （のち中公文庫、講談社文庫）
- 『恋人たちの憂鬱』角川書店 1993 （のち角川文庫）
- 『聖なる湖』文藝春秋 1993 （のち文春文庫）
- 『水色のノート』講談社 1993 （『目醒め』と改題して講談社文庫、「めざめ」と改題して幻冬舎文庫）
- 『私から愛したい。』幻冬舎 1994 （のち幻冬舎文庫）
- 『彼のこと』講談社 1994 （のち講談社文庫、文春文庫）
- 『せつない時間』講談社 1994 （のち講談社文庫）
- 『絹のまなざし』朝日新聞社 1994 （のち講談社文庫、幻冬舎文庫）
- 『まどろみの秋』光文社 1995 （のち新潮文庫）
- 『青い扉』新潮社 1995 （のち新潮文庫）
- 『ある女のプロフィール』中央公論社 1995 （のち中公文庫、集英社文庫）
- 『風と水の流れ』文藝春秋 1995（のち文庫）
- 『ビジネスマンのための女性入門』諸井薫との共著 プレジデント社 1995
- 『あすも快晴』文藝春秋 1996 （のち文春文庫）
- 『やさしい関係』角川書店 1996 （のち角川文庫）
- 『銀の朝、金の午後』集英社 1996 （のち集英社文庫）
- 『29歳（トゥエンティ・ナイン）』講談社 1996 （『ふたつの季節』と改題して講談社文庫、幻冬舎文庫）
- 『ぬばたま』日本経済新聞社 1997 （のち新潮文庫）
- 『椅子の上の猫』新潮文庫 1997 ※文庫書き下ろし
- 『海の時計』講談社 1997 （のち講談社文庫、幻冬舎文庫）
- 『嘘』幻冬舎、1997 （『うそ』に改題して幻冬舎文庫）
- 『夜のかけら』講談社 1998 （のち講談社文庫、集英社文庫）
- 『風の部屋』角川書店 1998 （『プライド』に改題して角川文庫）
- 『陽だまりの午後』朝日新聞社 1998 （のち幻冬舎文庫）
- 『ひとりぐらし』文藝春秋 1999 （のち文春文庫）
- 『昔の恋人』集英社 1999 （のち集英社文庫）
- 『別ればなし』講談社 1999 （のち講談社文庫、幻冬舎文庫）
- 『淋しがり』講談社 1999 （のち講談社文庫、幻冬舎文庫）
- 『花婚式』角川書店 2000 （のち角川文庫）[26]
- 『夫の彼女』幻冬舎 2000 （のち幻冬舎文庫）
- 『ソング・オブ・サンデー』文藝春秋 2000 （のち文春文庫） ※第8回島清恋愛文学賞受賞作
- 『アカシア香る』新潮社 2001 （のち新潮文庫、集英社文庫）
- 『藤堂志津子恋愛傑作選』角川文庫 2002
- 『秋の猫』集英社 2002 （のち集英社文庫） ※第16回柴田錬三郎賞受賞作
- 『心のこり』文藝春秋 2002 （のち文春文庫）
- 『人形を捨てる』新潮社 2003 （のち新潮文庫）
- 『つまらない男に恋をして』角川書店 2003 （のち角川文庫）
- 『男の始末』講談社 2004 （のち文春文庫）
- 『夜の電話のあなたの声は』文藝春秋 2004 （のち文春文庫）
- 『夫の息子』角川書店 2005（のち角川文庫）
- 『情夫』幻冬舎 2005（のち幻冬舎文庫）
- 『桜ハウス』集英社 2006 （のち集英社文庫）
- 『かげろう』文藝春秋 2007 （のち文春文庫）
- 『若くない日々』幻冬舎 2007 （のち幻冬舎文庫）
- 『夫の火遊び』集英社 2007 （のち集英社文庫）
- 『パーフェクト・リタイヤ』文藝春秋 2009 （のち文春文庫）
- 『きままな娘 わがままな母』集英社 2009 （のち集英社文庫）
- 『隣室のモーツァルト』文藝春秋 2011 （のち文春文庫）[2]
- 『ほろにがいカラダ 桜ハウス』集英社文庫 2012 ※文庫書き下ろし

### エッセイ
- 『男の勘ちがい女の夢ちがい』新潮社 1992 （のち新潮文庫）
- 『大人になったら淋しくなった』PHP研究所 1996 （のち幻冬舎文庫）
- 『風にまかせて女のほんね』文春文庫 1997 ※文庫オリジナル
- 『愛犬リッキーと親バカな飼主の物語』講談社 1998 （のち講談社文庫）
- 『窓をあければ』 幻冬舎文庫 2002
- 『独女日記』 幻冬舎 2011 （のち幻冬舎文庫）
  - 『独女日記2』 幻冬舎 2012 （のち幻冬舎文庫）
  - 『独女日記3』 幻冬舎 2016

## メディア・ミックス

### 映画
- 『マドンナのごとく』（1990年12月22日公開。配給: 東映、監督: 門奈克雄、主演: 名取裕子）

### テレビドラマ
- HTBスペシャルドラマ『藤堂志津子スペシャル 黒い瞳』（1999年8月28日放送、制作著作：北海道テレビ放送、主演：清水美砂）

## 出演番組
- 藤堂志津子のやってやろうじゃないの（STVラジオ）